# طويل (تشناران)
طويل (بالفارسية: طویل) هي قرية تقع في قسم بيزكي الريفي (مقاطعة تشناران) في إيران. يقدر عدد سكانها بـ 335 نسمة بحسب إحصاء 2016.